# Бернс (Вісконсин)
Бернс (англ. Burns) — місто (англ. town) в США, в окрузі Ла-Кросс штату Вісконсин. Населення — 946 осіб (2020).

## Демографія
Згідно з переписом 2010 року, у місті мешкало 947 осіб у 370 домогосподарствах у складі 287 родин. Було 415 помешкань
Расовий склад населення:
| - 97,8 % — білих - 1,8 % — азіатів - 0,2 % — корінних американців |

До двох чи більше рас належало 0,2 %. Частка іспаномовних становила 0,2 % від усіх жителів.
За віковим діапазоном населення розподілялося таким чином: 20,8 % — особи молодші 18 років, 64,9 % — особи у віці 18—64 років, 14,3 % — особи у віці 65 років та старші. Медіана віку мешканця становила 44,2 року. На 100 осіб жіночої статі у місті припадало 119,7 чоловіків;  на 100 жінок у віці від 18 років та старших — 116,8 чоловіків також старших 18 років.
Середній дохід на одне домашнє господарство  становив 85 026 доларів США (медіана — 69 167), а середній дохід на одну сім'ю — 91 512 долари (медіана — 73 750). Медіана доходів становила 48 125 доларів для чоловіків та 41 786 доларів для жінок. За межею бідності перебувало 18,4 % осіб, у тому числі 42,3 % дітей у віці до 18 років та 10,6 % осіб у віці 65 років та старших.
Цивільне працевлаштоване населення становило 491 особа. Основні галузі зайнятості: освіта, охорона здоров'я та соціальна допомога — 22,4 %, роздрібна торгівля — 16,3 %, виробництво — 12,0 %, сільське господарство, лісництво, риболовля — 8,8 %.